# اعداد سیسترسی

اعداد سیسترسی عمودی؛ ۱ تا ۹، ۱۰ تا ۹۰، ۱۰۰ تا ۹۰۰ و ۱٬۰۰۰ تا ۹٬۰۰۰

اعداد سیسترسی یک سامانه عددنویسی هستند که اوایل قرن سیزدهم میلادی همزمان با ورود روش عددنویسی هندی-عربی به شمال غرب اروپا، توسط راهبانی کاتولیک موسوم به سیسترسی‌ها معرفی شدند. این اعداد بسیار فشرده هستند و از مهم‌ترین ویژگی‌های این اعداد تک رقمی بودن آن‌ها است. به طوری که اعداد چهار رقمی در روش هندی-عربی و حتی بیشتر در روش عددنویسی رومی تنها در یک نویسه نمایش داده می‌شوند. یکی از ایرادات این روش محدودیت نمایش عدد است به طوری که با این روش تنها هر عدد صحیح از ۱ تا ۹۹۹۹ را می‌توان نشان داد.
اعداد سیسترسی روش خواندن خاصی دارند که هر گوشه از عدد به یک ارزش مکانی (یکان، دهگان و …) اختصاص دارد و جایگاه رقم ارزش آن را نشان می‌دهد. این اعداد مناسب ضرب و تقسیم نیستند، با این وجود به مدت دست‌کم دو سده در صومعه‌های سراسر اروپا استفاده می‌شد. اعداد سیسترسی سرانجام مغلوب اعداد عربی شدند اما استفاده از آن‌ها همچنان تا اوایل سده بیستم به صورت غیررسمی ادامه داشت.

## تاریخچه
هرچند این اعداد در علوم، محاسبات و کسرها کاربرد نداشتند ولی با این وجود آن‌ها بین سده‌های ۱۳ام تا ۱۵ام میلادی در گستره اروپای شمالی و شمال غربی دارای کاربردهای متنوعی مانند: شماره سال، صفحات کتاب، بخش‌بندی متون، عددزنی یادداشت‌ها و لیست‌ها، اندیس‌ها و نمایه‌ها، میزها در جشن‌ها و مراسم و همچنین برای شماره گذاری حامل نت (موسیقی) بودند.
در آغاز این اعداد در دو جایگاه و برای شمارش اعداد دو رقمی (تا ۹۹) پایه‌گذاری شده بودند. در ادامه این اعداد به چهار جایگاه و مناسب برای اعدد تا ۹۹۹۹ گسترش یافتند.
استفاده‌هایی از این اعداد مثلاً در یک نمونه اسطرلاب مربوط به قرن چهاردهم میلادی دیده می‌شود. پس از این که سیسترسی‌ها از استفاده از این اعداد دست کشیدند، مثال‌هایی از استفاده این اعداد در کتاب (قرن شانزدهم) و بشکه‌های شراب (قرن هجدهم) دیده می‌شود. اواخر سده هجدهم میلادی با فراموشی این اعداد، کم‌کم استفاده‌های رازآمیز از آن‌ها آغاز شد. بعدها در اوایل قرن بیستم میلادی، طرفداران ایده نازیسم این اعداد را مناسب با نمادگرایی آریایی یافتند.

## شکل

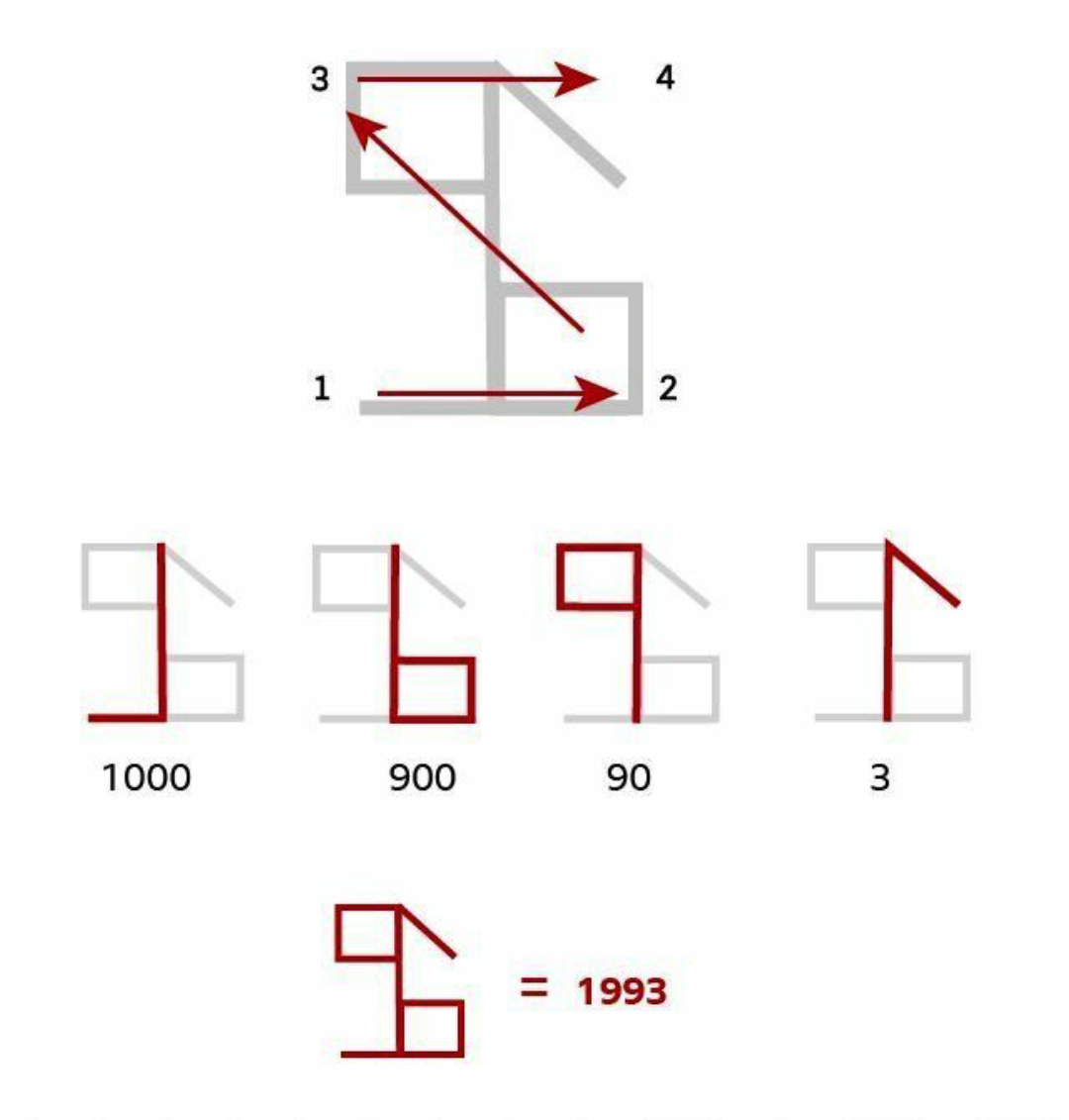
شیوهٔ خواندن یک عدد چهاررقمی سیسترسی، همان گونه که دیده می‌شود عدد چهاررقمی تنها با یک نویسه منحصر به فرد نگاشته شده‌است. نویسه‌ای که حاصل برهم نهی چهار عدد مجزا است.

به دلیل بدون کاربرد بودن این شیوه عدد نگاری، در حال حاضر این اعداد در یونی‌کد تعریف ندارند. برخی از این اعداد مشابه حروف اصلاح فضایی در ویرایش متون است.
برخی نیز مشابه علایم موجود در نویسه‌های یونی‌کد است.
به این ترتیب تعدادی از اعداد یکان این روش با علایم موجود عبارتند از:
۱ ← ꜒،
۲ ← ꜓،
۳ ← ↾،
و ۶ ← ꜍.
با بازتاب این اعداد نسبت به محور مختصات عمودی به جایگاه دهگان آن‌ها خواهیم رسید:
۱۰ ← ˥،
۲۰ ← ˦،
۳۰ ← ↿،
و ۶۰ ← ꜈.
بازتاب اعداد یکان نسبت به محور افقی مختصات بیان‌گر ارزش صدگان همان اعداد خواهد بود:
۱۰۰ ← ꜖،
۲۰۰ ← ꜕،
۳۰۰ ← ⇂،
و ۶۰۰ ← ꜑.
با بازتاب اعداد صدگان نسبت به محور عمودی مختصات به ارزش‌های هزارگان می‌رسیم:
۱۰۰۰ ← ˩،
۲۰۰۰ ← ˨،
۳۰۰۰ ← ⇃،
و ۶۰۰۰ ← ꜌.
برای خواندن یک عدد چهاررقمی با این روش ابتدا باید به ترتیبی که در شکل نشان داده شده‌است، عدد نخست که پایین سمت چپ قرارد دارد را به عنوان هزارگان در نظر گرفت. سپس سایر اعداد را به همین ترتیب. آنگاه عدد قابل تبدیل به عدد نویسی هندی-عربی خواهد شد.
بنابراین ⌶ (رقم ۱ در هر گوشه) عدد ۱٬۱۱۱ است. شکل دقیق این اعداد با توجه به زمان و مکان صومعه متفاوت بود. برای نمونه ارقامی که در اینجا برای ۳ و ۴ نشان داده شده، در برخی از نسخه‌های خطی برابر ۷ و ۸ است و گاه ۵ نیز با یک نقطه پایینش (꜎ و غیره)، یک خط عمودی کوتاه به جای نقطه، یا حتی مثلثی که به خط متصل می‌شود (که در سایر نسخه‌های خطی ۹ را نشان می‌دهد) نوشته می‌شود.
حذف یک رقم از هر گوشه به معنای مقدار صفر برای آن جایگاه بود، اما هیچ رقمی صفر وجود نداشت. (یعنی یک میله خالی تعریف نشده بود)